# Castrillo de Villavega (kommunhuvudort)
Castrillo de Villavega är en kommunhuvudort i Spanien.   Den ligger i provinsen Provincia de Palencia och regionen Kastilien och Leon, i den norra delen av landet, 240 km norr om huvudstaden Madrid. Castrillo de Villavega ligger 849 meter över havet och antalet invånare är 245.
Terrängen runt Castrillo de Villavega är platt. Runt Castrillo de Villavega är det mycket glesbefolkat, med 6 invånare per kvadratkilometer. Närmaste större samhälle är Carrión de los Condes, 16,0 km sydväst om Castrillo de Villavega. Trakten runt Castrillo de Villavega består till största delen av jordbruksmark.